# Rhodospatha
Rhodospatha Poepp. – rodzaj roślin  z rodziny obrazkowatych, obejmujący około 27 gatunków pochodzących z kontynentalnej Ameryki tropikalnej, występujących na obszarze od Meksyku do Brazylii, Boliwii i Gujany Francuskiej. Nazwa naukowa rodzaju pochodzi od greckich słów ροδόν (rodon – róża, różowy) i σπάθη (spathe – szabla, w bot. pochwa kwiatostanu) i odnosi się do koloru wnętrza tego elementu kwiatostanu u niektórych gatunków.

## Morfologia
ŁodygaPrzeważnie pnąca, osiągająca długość kilku metrów, gruba, o krótkich międzywęźlach.
LiścieRośliny tworzą wiele liści położonych na łodydze naprzeciwlegle. Ogonki liściowe wierzchołkowo kolankowate, tworzące długą pochwę liściową. Blaszki liściowe podłużno-eliptyczne, mniej więcej skośne, zawsze całobrzegie. Nerwacja pierwszorzędowa pierzasta, liczna, zbiegająca się do żyłki marginalnej; drugo- i trzeciorzędowa równolegle-pierzasta; dalsza siatkowata.
KwiatyPojedynczy kwiatostan typu kolbiastego pseudancjum wyrasta na pędzie kwiatostanowym dłuższym lub krótszym od ogonka liściowego. Pochwa kwiatostanu szeroko- lub podłużno-jajowata, spiczasta, wewnątrz żółtawo-biała, kremowa, purpurowa lub różowa. Kolba siedząca lub osadzona na długiej szypule, cylindryczno-stożkowata, w dolnym odcinku pokryta prątniczkami lub kwiatami żeńskimi, wyżej kwiatami obupłciowymi, pozbawionymi okwiatu, składającymi się z 4 wolnych pręcików i pojedynczej zalążni. Pręciki o równowąskich nitkach i jajowatych lub eliptycznych pylnikach, otwierających się przez podłużną szczelinę. Zalążnia spłaszczona, odwrotnie stożkowata do cylindrycznej, dwukomorowa, wielozalążkowa (jedynie u Rhodospatha venosa w każdej komorze znajduje się kilka zalążków). Zalążki anatropowe do hemianatropowych, powstające z osiowych (rzadziej subbazalnych) łożysk. Szyjka słupka szersza od zalążni, pryzmatyczna, ścięta do wypukłej, zakończona równowąskim lub eliptycznym znamieniem.
OwoceCylindryczno-pryzmatyczne, ścięte jagody. Nasiona okrągło-nerkowate, spłaszczone, o kruchej, bardzo twardej łupinie.
Gatunki podobnePrzedstawiciele plemienia Monstereae, od których różni się przede wszystkim szczegółami budowy zalążni.

## Biologia i ekologia
RozwójWieloletnie, wiecznie zielone pnące epifity lub reofity, a także naziemne chamefity (Rhodospatha mukuntakia i R. moritziana).
SiedliskoWilgotne lasy równikowe.
Interakcje z innymi gatunkamiLiście Rhodospatha wendlandii służą nietoperzom z gatunku Vampyressa pusilla z rodziny liścionosowatych do budowania kryjówek, chroniących je przed upałem i deszczem. Niektóre gatunki Rhodospatha są roślinami żywicielskimi dla motyli Cithaerias pireta z podrodziny oczennicowatych.
GenetykaLiczba chromosomów 2n = 28, 56.

## Systematyka
Pozycja rodzaju według Angiosperm Phylogeny Website (aktualizowany system APG IV z 2016)Należy do plemienia Monstereae, podrodziny Monsteroideae, rodziny obrazkowatych (Araceae), rzędu żabieńcowców (Alismatales) w kladzie jednoliściennych (ang. monocots).
Gatunki
| - Rhodospatha acosta-solisii Croat - Rhodospatha badilloi G.S.Bunting - Rhodospatha bolivarana G.S.Bunting - Rhodospatha boliviensis Engl. & K.Krause - Rhodospatha brachypoda G.S.Bunting - Rhodospatha brent-berlinii Croat - Rhodospatha cardonae G.S.Bunting - Rhodospatha densinervia Engl. & K.Krause - Rhodospatha dissidens Sodiro - Rhodospatha falconensis G.S.Bunting - Rhodospatha forgetii N.E.Br. - Rhodospatha guasareensis G.S.Bunting - Rhodospatha katipas Croat - Rhodospatha kraenzlinii Sodiro | - Rhodospatha latifolia Poepp. - Rhodospatha monsalveae Croat & D.C.Bay - Rhodospatha moritziana Schott - Rhodospatha mukuntakia Croat - Rhodospatha oblongata Poepp. - Rhodospatha pellucida Croat & Grayum - Rhodospatha perezii G.S.Bunting - Rhodospatha piushaduka Croat - Rhodospatha robusta Sodiro - Rhodospatha statutii Sodiro - Rhodospatha steyermarkii G.S.Bunting - Rhodospatha venosa Gleason - Rhodospatha wendlandii Schott |

## Zagrożenie i ochrona
Cztery gatunki z rodzaju Rhodospatha znajdują się w Czerwonej księdze gatunków zagrożonych ze statusem „niedostatecznie rozpoznane” (DD – data deficient): Rhodospatha dammeri (od 2002 roku uznany za synonim R. densinervia), R. dissidens, R. robusta i R. statutii. Wszystkie te taksony są endemiczne dla Ekwadoru i znane jedynie z pojedynczych lokalizacji.

## Zastosowanie
Rośliny alimentacyjneLiście Rhodospatha latifolia są jadane jako jarzyna.
Rośliny leczniczeLud Asháninka stosuje R. latifolia w medycynie tradycyjnej: przede wszystkim łodyg tych roślin, które są żute świeże lub pity jest sporządzony z nich wywar, w razie pasożytów żołądka, łodygi przykładane są również zewnętrznie w razie zwyrodnienia łopatek. Innym surowcem są liście, z których wywar stosowany jest zewnętrznie w razie grzybicy.
Inne zastosowaniaŁodygi niektórych gatunków służą do produkcji koszy.